# Kerugoya
Kerugoya es una localidad de Kenia, perteneciente al condado de Kirinyaga. Forma una conurbación con Kutus con rango de municipio que, con un conjunto total de 34 014 habitantes según el censo de 2009, es la capital del condado.
Se ubica 10 kilómetros al este de Karatina y 40 kilómetros al oeste de Embu.

## Etimología
La palabra Kerugoya proviene del kikuyu "Kiri-guoya", que significa "arbusto temeroso", debido a que el lugar estaba tradicionalmente cubierto por arbustos gruesos.

## Demografía
Los 34 014 habitantes del municipio que forma junto con Kutus se reparten así en el censo de 2009:
- Población urbana: 16 369 habitantes (7586 hombres y 8783 mujeres)
- Población periurbana: 3053 habitantes (1595 hombres y 1458 mujeres)
- Población rural: 14 592 habitantes (7585 hombres y 7007 mujeres)

## Administración
Forma una única autoridad local con la vecina localidad de Kutus. El municipio tiene seis barrios: Kerugoya Central, Kerugoya Norte, Kerugoya Sur, Kutus Sur, Kutus Central y Nduini. La mayoría de estos barrios pertenece también al distrito electoral de Kerugoya-Kutus.

## Transporte
Se accede a través de la carretera secundaria C74, que une Kutus con Karatina.
El acceso a Kerugoya desde Nairobi se puede hacer mediante vehículo de servicio público (Matatu) y se tarda unas dos horas en llegar. Existen estaciones de servicio de varias empresas, como Total, Kobil y National Oil.